# Acrolophus bicornutus
Acrolophus bicornutus är en fjärilsart som beskrevs av Hasbrouck 1964. Acrolophus bicornutus ingår i släktet Acrolophus och familjen Acrolophidae. Inga underarter finns listade i Catalogue of Life.